# Sèrie 4200 de FGV
La sèrie 4200 de FGV és una sèrie de tramvies concebuda pel servici urbà de Metrovalència i del TRAM Metropolità d'Alacant. A febrer de 2022, Ferrocarrils de la Generalitat Valenciana (FGV) disposa de 44 unitats: 22 a València i 22 a Alacant.

## Història

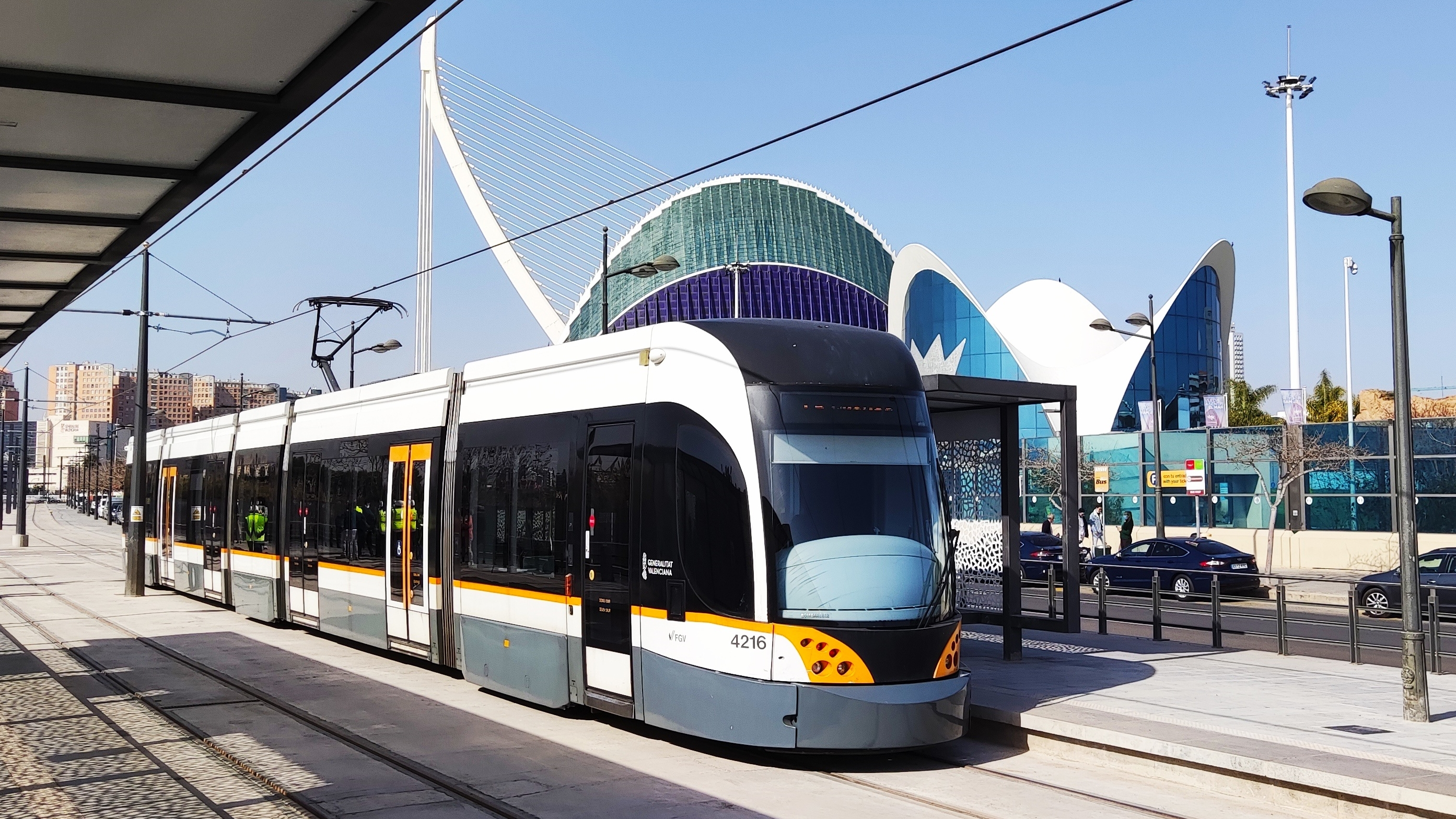
Disseny original FGV (2006)

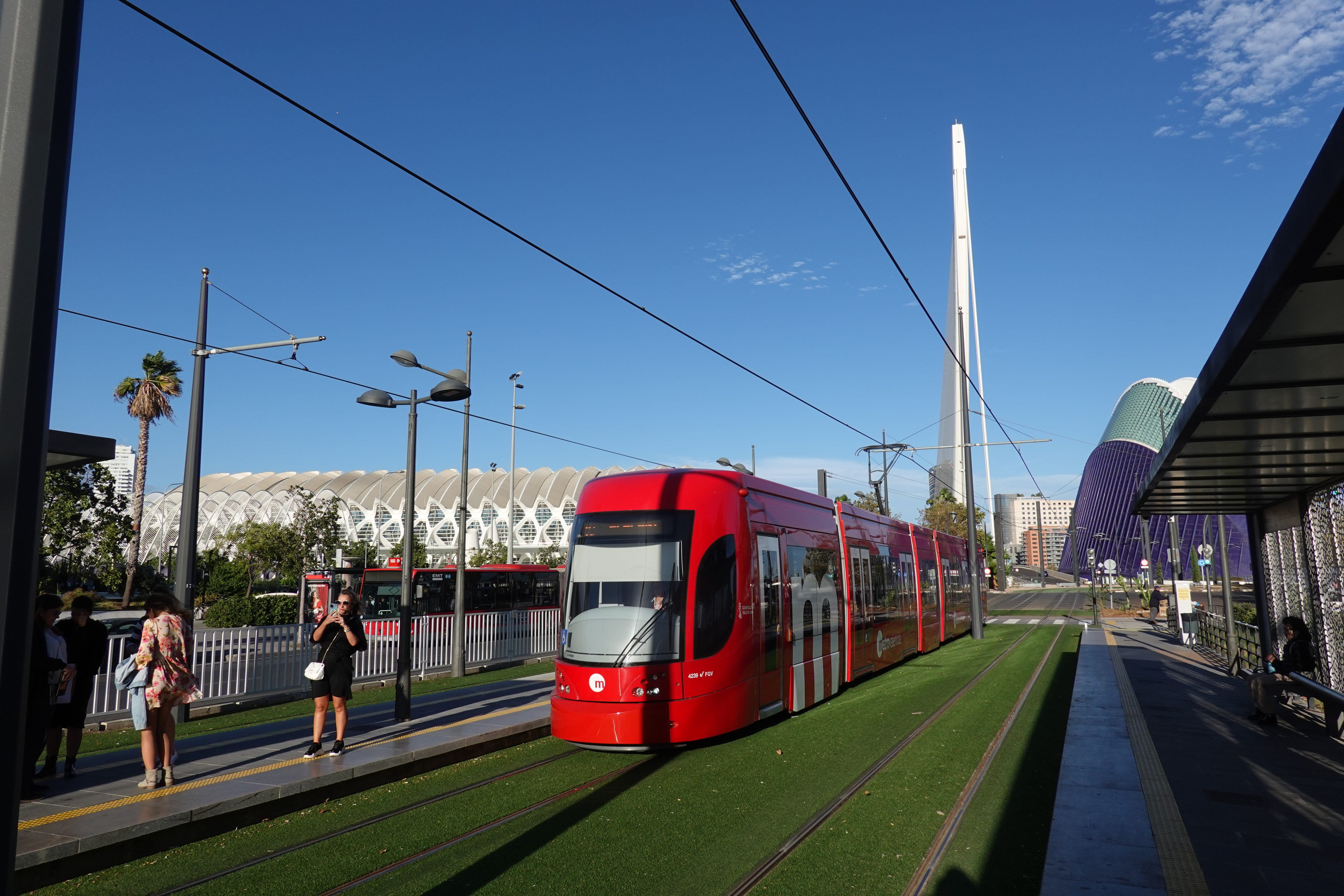
Nou disseny Metrovalència (2022)

El 7 de gener de 2005, FGV signà un contracte amb Bombardier Transportation Spain, S. A. per tal d'adquirir trenta unitats del tramvia Bombardier Flexity Outlook per un valor total de 78.613.435 euros. Aquestes unitats començaren a rebres a finals de 2006, rebent-se la darrera el 2007.
L'any 2011, FGV adquirí catorze noves unitats Flexity Outlook a Bombardier, amb algunes diferències menors, com ara la possibilitat d'instal·lar cancel·ladores dins dels cotxes.
Actualment, 2024, 22 unitats de la sèrie 4200 presten servici a les línies 4, 6, 8 i 10 de Metrovalència. A Alancant, per la seua banda, les 22 unitats restants presten servici a les línies L3 i L4 del TRAM.

### Unitats

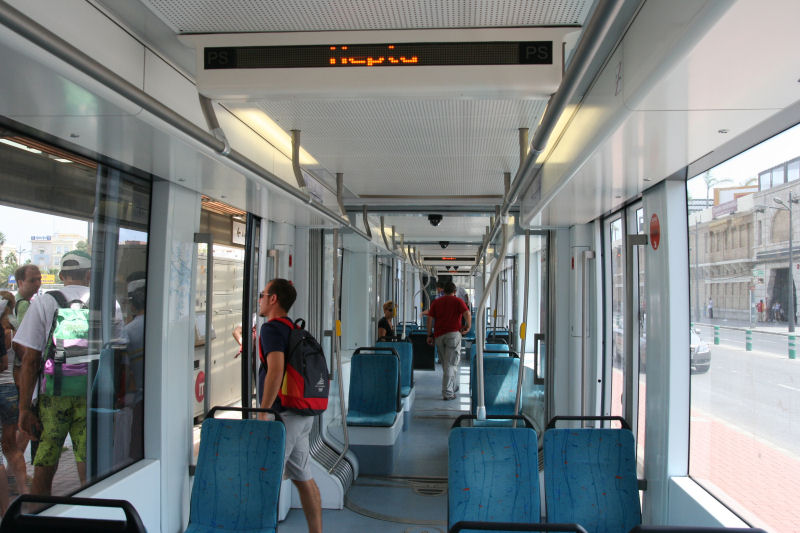
Interior original de les unitats

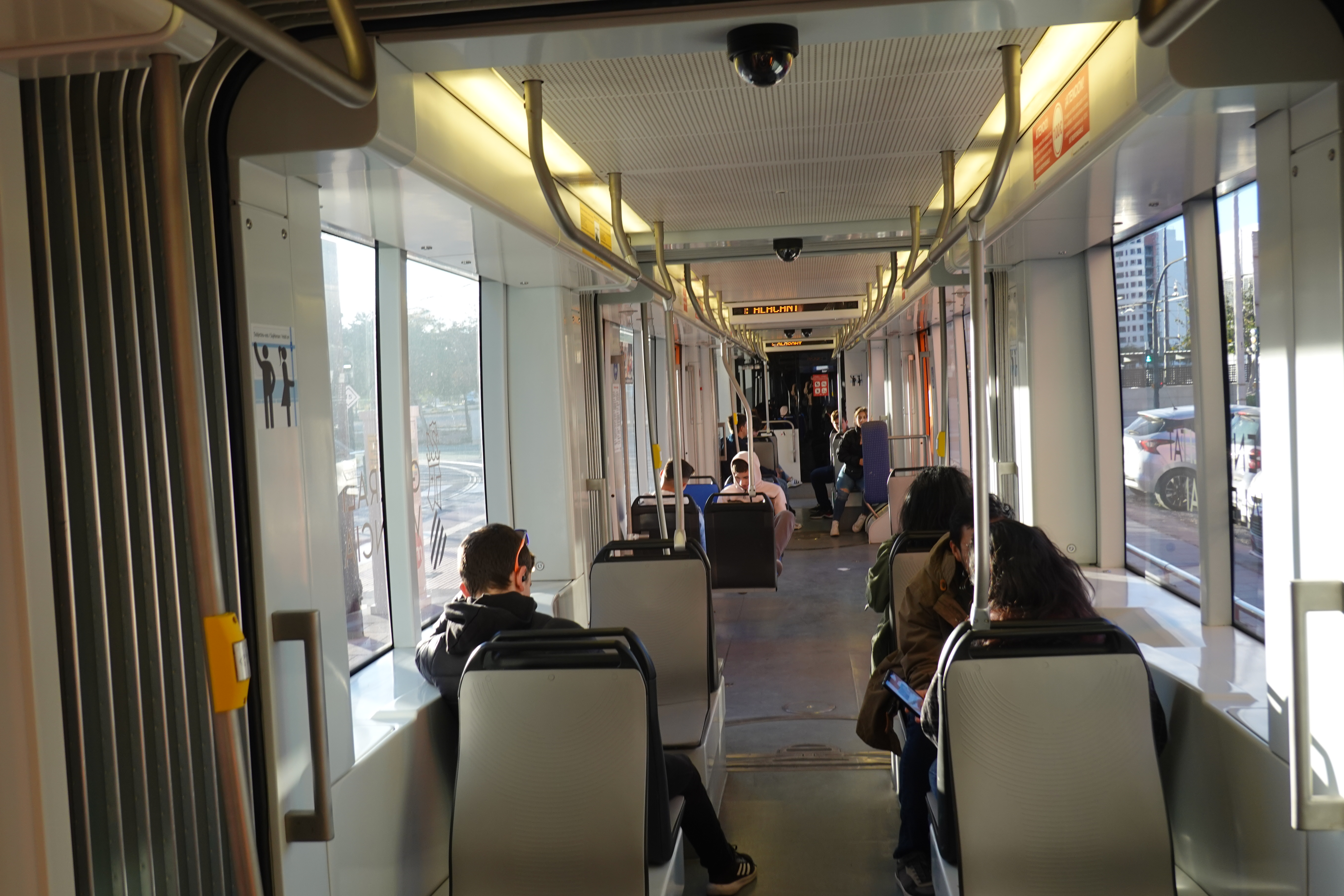
Interior actual de les unitats

Heus ací una relació completa de les unitats de la sèrie:
| Vehicle | Any construcció | Fabricant  | Any inici | Any baixa | Destí final            |
| ------- | --------------- | ---------- | --------- | --------- | ---------------------- |
| 4201    | 2006            | Bombardier | 2006      | -         | En servici a Alacant.  |
| 4202    | 2006            | Bombardier | 2006      | -         | En servici a Alacant.  |
| 4203    | 2006            | Bombardier | 2006      | -         | En servici a Alacant.  |
| 4204    | 2007            | Bombardier | 2007      | -         | En servici a València. |
| 4205    | 2007            | Bombardier | 2007      | -         | En servici a Alacant.  |
| 4206    | 2007            | Bombardier | 2007      | -         | En servici a València. |
| 4207    | 2007            | Bombardier | 2007      | -         | En servici a València. |
| 4208    | 2007            | Bombardier | 2007      | -         | En servici a València. |
| 4209    | 2007            | Bombardier | 2007      | -         | En servici a València. |
| 4210    | 2007            | Bombardier | 2007      | -         | En servici a Alacant.  |
| 4211    | 2007            | Bombardier | 2007      | -         | En servici a Alacant.  |
| 4212    | 2007            | Bombardier | 2007      | -         | En servici a Alacant.  |
| 4213    | 2007            | Bombardier | 2007      | -         | En servici a Alacant.  |
| 4214    | 2007            | Bombardier | 2007      | -         | En servici a Alacant.  |
| 4215    | 2007            | Bombardier | 2007      | -         | En servici a València. |
| 4216    | 2007            | Bombardier | 2007      | -         | En servici a València. |
| 4217    | 2007            | Bombardier | 2007      | -         | En servici a València. |
| 4218    | 2007            | Bombardier | 2007      | -         | En servici a València. |
| 4219    | 2007            | Bombardier | 2007      | -         | En servici a València. |
| 4220    | 2007            | Bombardier | 2007      | -         | En servici a València. |
| 4221    | 2007            | Bombardier | 2007      | -         | En servici a València. |
| 4222    | 2007            | Bombardier | 2007      | -         | En servici a València. |
| 4223    | 2007            | Bombardier | 2007      | -         | En servici a Alacant.  |
| 4224    | 2007            | Bombardier | 2007      | -         | En servici a València. |
| 4225    | 2007            | Bombardier | 2007      | -         | En servici a València. |
| 4226    | 2007            | Bombardier | 2007      | -         | En servici a València. |
| 4227    | 2007            | Bombardier | 2007      | -         | En servici a València. |
| 4228    | 2007            | Bombardier | 2007      | -         | En servici a València. |
| 4229    | 2007            | Bombardier | 2007      | -         | En servici a València. |
| 4230    | 2007            | Bombardier | 2007      | -         | En servici a Alacant.  |
| 4231    | 2011            | Bombardier | 2011      | -         | En servici a Alacant.  |
| 4232    | 2011            | Bombardier | 2011      | -         | En servici a València. |
| 4233    | 2011            | Bombardier | 2011      | -         | En servici a Alacant.  |
| 4234    | 2011            | Bombardier | 2011      | -         | En servici a Alacant.  |
| 4235    | 2011            | Bombardier | 2011      | -         | En servici a Alacant.  |
| 4236    | 2013            | Bombardier | 2013      | -         | En servici a Alacant.  |
| 4237    | 2011            | Bombardier | 2011      | -         | En servici a Alacant.  |
| 4238    | 2013            | Bombardier | 2013      | -         | En servici a Alacant.  |
| 4239    | 2011            | Bombardier | 2011      | -         | En servici a València. |
| 4240    | 2011            | Bombardier | 2011      | -         | En servici a Alacant.  |
| 4241    | 2011            | Bombardier | 2011      | -         | En servici a Alacant.  |
| 4242    | 2011            | Bombardier | 2011      | -         | En servici a València. |
| 4243    | 2011            | Bombardier | 2011      | -         | En servici a Alacant.  |
| 4244    | 2013            | Bombardier | 2013      | -         | En servici a Alacant.  |

## Dades tècniques

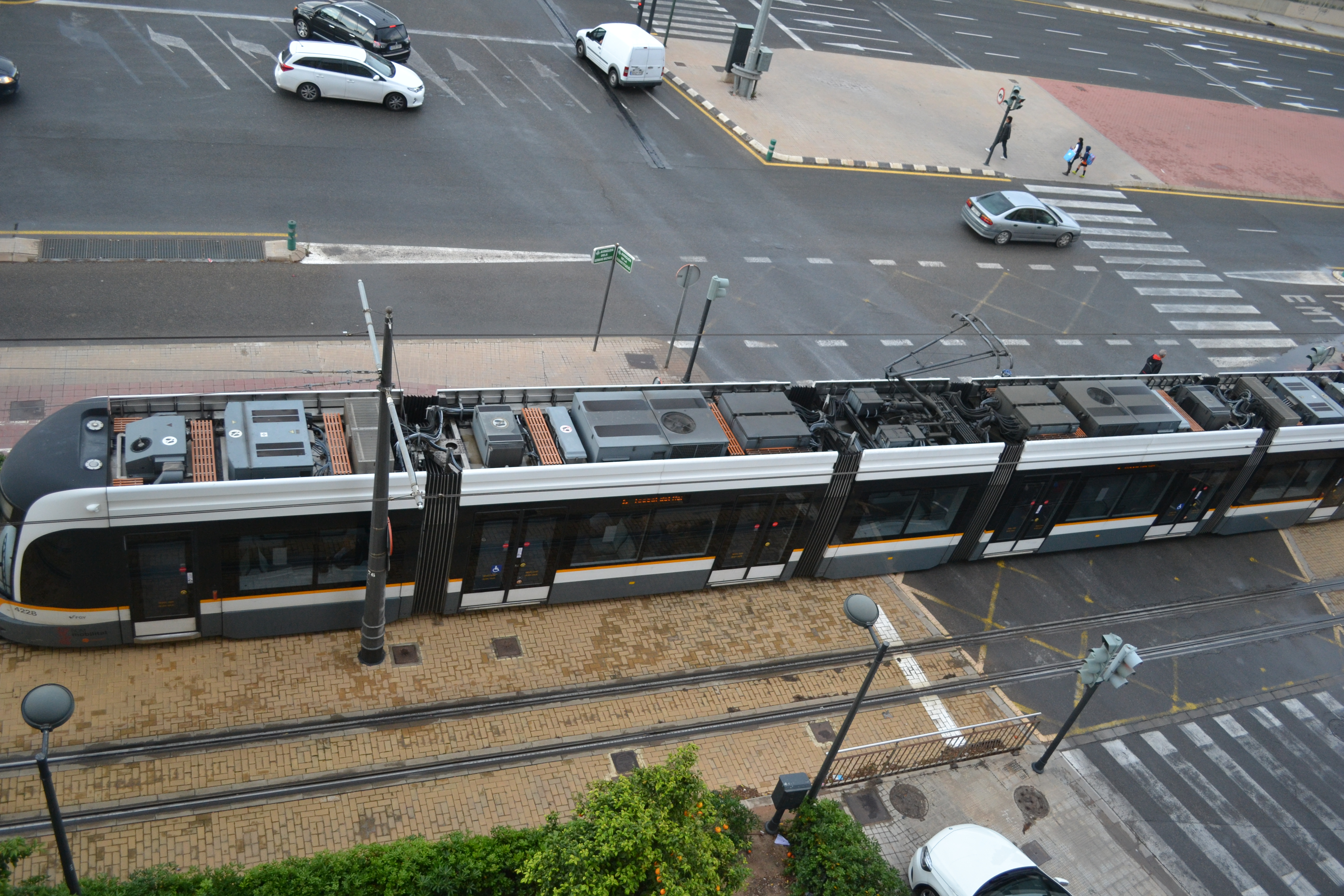
Vista aèria a València

- Tipus de vehicle: Tramvia monocabina quatriarticulat.
- Tensió: 750 V
- Potència: 420 kW.
- Presa de corrent: Pantògraf.
- Motors: 4 asíncrons trifàsics de 108 kW cada ú.
- Velocitat màxima: 70 km/h.
- Llargaria: 32,36 metres.
- Capacitat: 277 passatgers (55 d'ells, asseguts).
- Nombre d'unitats del parc: 44.

Font: